# Tortricidrosis inclusa
Tortricidrosis inclusa är en fjärilsart som beskrevs av Andrzej Wladyslaw Skalski 1973. Tortricidrosis inclusa ingår i släktet Tortricidrosis och familjen vecklare. Inga underarter finns listade i Catalogue of Life.